# Ragouba
Ragouba (în arabă الرقوبة) este o comună din provincia Souk Ahras, Algeria.
Populația comunei este de 5.160 de locuitori (2008).